# Sculpture of Time
『Sculpture of Time』（スカルプチャー・オブ・タイム）は、La'cryma Christiのメジャー1枚目のスタジオ・アルバム。

## 内容
1997年にポリドール・レコードからメジャー・デビュー後、3枚のシングルを含む全10曲。オリコンチャートでは8位を獲得した。

## 収録曲
| 全作詞: TAKA（#2、作詞: TAKA、SHUSE）、全編曲: La'cryma Christi。 |                     |                                  |             |      |
| #                                                                 | タイトル            | 作詞                             | 作曲        | 時間 |
| 1.                                                                | 「Night Flight」    | TAKA （#2、作詞: TAKA、 SHUSE ） | SHUSE       | 4:13 |
| 2.                                                                | 「南国」            | TAKA （#2、作詞: TAKA、 SHUSE ） | SHUSE       | 4:07 |
| 3.                                                                | 「Sanskrit Shower」 | TAKA （#2、作詞: TAKA、 SHUSE ） | SHUSE、HIRO | 5:57 |
| 4.                                                                | 「Ivory trees」     | TAKA （#2、作詞: TAKA、 SHUSE ） | HIRO        | 4:40 |
| 5.                                                                | 「Angolmois」       | TAKA （#2、作詞: TAKA、 SHUSE ） | SHUSE       | 6:08 |
| 6.                                                                | 「Letters」         | TAKA （#2、作詞: TAKA、 SHUSE ） | SHUSE       | 4:52 |
| 7.                                                                | 「偏西風」          | TAKA （#2、作詞: TAKA、 SHUSE ） | HIRO        | 5:09 |
| 8.                                                                | 「ねむり薬」        | TAKA （#2、作詞: TAKA、 SHUSE ） | SHUSE、HIRO | 8:13 |
| 9.                                                                | 「THE SCENT」       | TAKA （#2、作詞: TAKA、 SHUSE ） | HIRO        | 4:31 |
| 10.                                                               | 「Blueberry Rain」  | TAKA （#2、作詞: TAKA、 SHUSE ） | HIRO、KOJI  | 6:11 |
| 合計時間:                                                         | 合計時間:           | 合計時間:                        | 54:01       |      |

### 解説
「南国」
3rd single。
「Sanskrit Shower」
シングルカットされていないが主人公をSHUSEにしたMVを制作した。
「Ivory trees」
1st single。
「Angolmois」
テンポ70（バラード並の遅さ）をロックで行った珍しい楽曲。
「Letters」
歌詞のテーマは「不倫」。
「偏西風」
1st single c/w。
シングルとは別バージョンである。
「THE SCENT」
2nd single。
「Blueberry Rain」
歌詞の最後に「ナイトフライトに行こうよ」とあり、再び一曲目につながる仕掛けになっている。